# Hydriomena frigidata
Hydriomena frigidata là một loài bướm đêm trong họ Geometridae.